# Paulusviertel (Recklinghausen)
Das Paulusviertel ist ein an die historische Altstadt von Recklinghausen in Nordrhein-Westfalen angrenzender alter Ortsteil.

## Lage
Das Viertel zentriert sich um die Pfarrkirche St. Paulus aus dem Jahre 1906. Diese gab der von der Herner Straße beiderseits der Kirche über die Kemnastraße bis zur Hertener Straße reichenden Straße und dem gesamten Wohnviertel ihren Namen. Die Straße gliedert sich in drei Abschnitten in den Teil „Untere Paulusstraße“, „An der Pauluskirche“ und „Obere Paulusstraße“.

## Geschichte

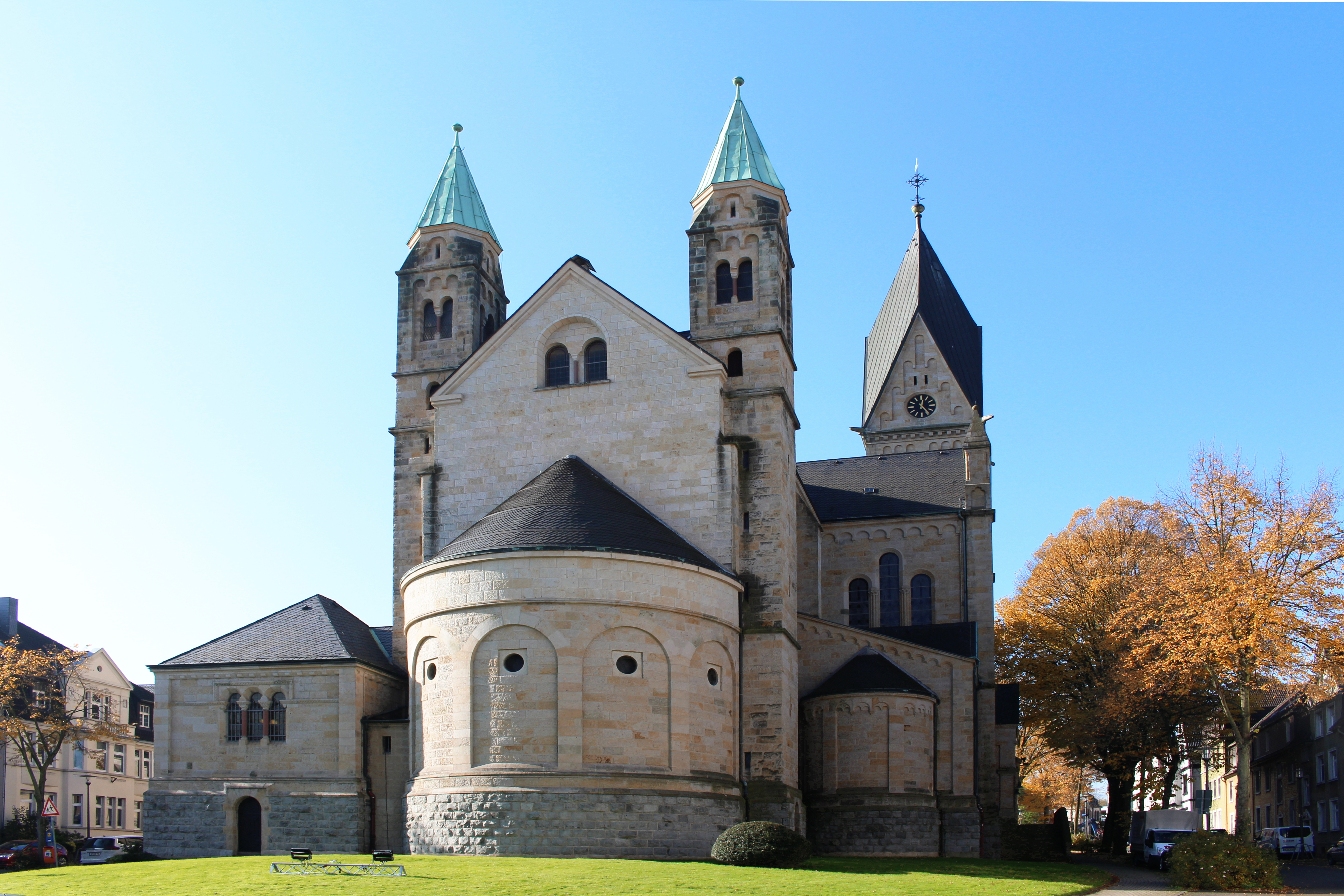
Die Pauluskirche

Die neoromanische Pauluskirche entstand 1906 als Pendant zu der zentralen Petruskirche (1247) in der benachbarten Altstadt. So erhielt das bedeutende Apostelpaar je eine eigene Stadtkirche. Die Pauluskirche wurde in Form eines lateinischen Kreuzes mit einem Längs- und einem Querschiff angelegt, das von einem 69 Meter hohen Glockenturm überragt wird. Der geplante zweite Turm kam aus Kostengründen nicht zur Vollendung und blieb ein zweistöckiger Stumpf mit einer Terrasse in Kirchendachhöhe.
Das Viertel um die katholische Kirche hatte bis nach dem  Zweiten Weltkrieg ein ländliches Vorstadtgepräge: Kornfelder zogen sich beiderseits der Hohenzollernstraße bis zum Neuen Prosper-Hospital, das über eine breite Rampe erreichbar war. Neben diesem gab es noch ein Altes Prosper-Hospital von 1848 in der Kemnastraße. Gemüsegärten bestimmten das Gelände um die Wohnhäuser. Das der Kirche benachbarte Paulusstift, ein Schwesternhaus der Ursulinen, stand in einem Park und beherbergte eine Mariengrotte. 1944 verfehlten zwei Fliegerbomben die bereits teilzerstörte Kirche und rissen tiefe Krater in die beidseitigen Straßen.
Im Zuge des Wiederaufbaus des Viertels wurde das Areal zunehmend mit Wohnhäusern, Arztpraxen und Geschäften bebaut. Auf dem Gelände des abgerissenen Paulusstifts entstanden ein neues Pfarrhaus, ein Gemeindezentrum und ein Kindergarten. Die nach der Ermordung des Nationalsozialisten Ernst Eduard vom Rath 1938 nach ihm umbenannte zentrale Straße erhielt 1945 ihren Namen Paulusstraße zurück.

## Charakter
Das ursprünglich ländlich geprägte Viertel mit der katholischen Paulus- und der protestantischen  Gustav-Adolf-Kirche (1847) hat heute Innenstadtcharakter. Der Hauptverkehr verläuft an den Rändern über die Herner-, die Hohenzollern- und die Hertener Straße. Eine Grund- und Hauptschule, das naturwissenschaftlich ausgerichtete Hittorf-Gymnasium aus dem Jahr 1904, der Gebäudekomplex der ehemaligen katholischen Volksschule und die Berufsschule bestimmen heute wesentlich das Gepräge als Schul- und Wohnviertel.

## Verkehr
Die VRR-Buslinien SB20, 235, 239, 249, NE1, NE2 und NE5 der Vestischen Straßenbahnen erschließen den Stadtteil, wobei die Linien 249 und NE2 ihn lediglich am nordwestlichen Rand tangieren.
| Linie | Verlauf | Takt (Mo–Fr)                                    |
| ----- | --- | ----------------------------------------------- |
| SB20  | Recklinghausen Hbf – Viehtor – Paulusviertel – Hillerheide – Recklinghausen-Süd – Herne Schloß Strünkede – Herne Bf | 10 min                                          |
| 235   | Hillerheide, Stadion Hohenhorst – Paulusviertel – Viehtor – Recklinghausen Hbf | 30 min                                          |
| 239   | Recklinghausen Hbf – Viehtor – Paulusviertel – Stuckenbusch – Hochlarmark – RE-Süd Bf | 15 min                                          |
| 249   | Gelsenkirchen-Buer Rathaus – Gelsenkirchen-Resse – Herten Rathaus (Herten , 300 m) – Herten Mitte (Herten , 500 m) – Disteln Josefstr. – Hochlar – Westviertel Moltkestr. – Paulusviertel Paulusstr. – Viehtor – Recklinghausen Hbf | 30 min (Buer–Herten) 15 min (Herten–Recklingh.) |
| NE1   | Recklinghausen Hbf → Viehtor → Paulusviertel → Stuckenbusch → Hochlarmark → RE-Süd Bf → Grullbad Hochstr. → Recklinghausen-Süd → König Ludwig → Röllinghausen → Suderwich → Berghausen → Quellberg → Recklinghausen Hbf NachtExpress: In den Nächten von Freitag auf Samstag, Samstag auf Sonntag und vor Feiertagen | 60 min                                          |
| NE2   | Bottrop ZOB Berliner Platz – Bottrop-Eigen – Ellinghorst – Gladbeck Goetheplatz – Gladbeck Ost Bf – Gelsenkirchen-Scholven – Bülse – Gelsenkirchen-Buer Rathaus – Gelsenkirchen-Resse – Herten Rathaus (Herten , 300 m) – Herten Mitte (Herten , 500 m) – Disteln Josefstr. – Hochlar – Westviertel Moltkestr. – Paulusviertel Paulusstr. – Viehtor – Recklinghausen Hbf NachtExpress: In den Nächten von Freitag auf Samstag, Samstag auf Sonntag und vor Feiertagen | 60 min                                          |
| NE5   | Recklinghausen Hbf – Viehtor – Paulusviertel – Hillerheide – Recklinghausen-Süd – Schloß Strünkede – Herne Bf NachtExpress: In den Nächten von Freitag auf Samstag, Samstag auf Sonntag und vor Feiertagen | 60 min                                          |